# Времяточец: Бытие (Происхождение)
Времяточец: Бытие — первая книга из серии «Новые приключения», опубликованная издательством Virgin Books. Это первая книга по сериалу «Доктор Кто», не считая новеллизаций серий, и первая книга, в которой фигурируют Седьмой Доктор и Эйс.
В романе представлены Седьмой Доктор и Эйс; также имеется краткий эпизод, где Четвёртый Доктор передаёт голографическое сообщение будущему себе, и Седьмой Доктор использует ТАРДИС, чтобы вызвать своё третье воплощение, когда ему требуется помощь.
В книге широко используются персонажи и сюжетные элементы из месопотамского мифа о Гильгамеше.

## Синопсис
Месопотамия — колыбель цивилизаций.
Гильгамеш, первый король-герой, правит городом Урук. В этот период времени прибывает не менее легендарная фигура — путешественник в синей будке вместе со своей спутницей Эйс. Новоприбывшие наблюдают за первыми шагами человечество в культурную эпоху, которая зовётся древним миром.
Однако, здесь Доктор сталкивается с огромной опасностью, которая может стереть человечество с лица Земли. И эта опасность — мифическая фигура Галлифрея, которая зовётся Времяточцем.

## Сюжет
Над Землей борются два космических корабля. Один из них, экипаж которого находился под контролем киберженщины по имени Катака был сбит противником. В спасательной капсуле Катака приземляется где-то в древней Месопотамии. Её находит царь Урука Гильгамеш. Представившись богиней Иштар, Катака пытается соблазнить Гильгамеша, чтобы пленить его разум, но отказал ей. Она поклялась отомстить ему за это.
В ТАРДИС, Эйс внезапно забывает о том, кто она такая. Причиной является ошибка Седьмого Доктора, случайно удалившего её память во время манипуляций со своими воспоминаниями. Перед их восстановлением Доктор включает голографическое сообщение, оставленное Четвёртым Доктором во время вторжения Сонтаранцев. В нём он предупреждает о Времяточце — мифическом существе Галлифрея. После того, как Доктор восстановил память Эйс, ТАРДИС материализуется в древней Месопотамии.
В Уруке местная знать, в частности Гудиа и Эннатум, замышляют заговор против Гильгамеша. Они посылают гонца в Киш, жрецу храма Иштар Думузи, с предупреждением о том, что Гильгамеш направился в Киш шпионить. Агга, царь Киша, не рад тому, что в его городе появилась богиня Иштар. Понимая опасность Иштар, он беспокоится о безопасности своего народа, себя и своей дочери, Нинани.
ТАРДИС материализуется на месте схватки солдат Киша и Гильгамеша, попавшего в засаду. Участвуя в этом бою, Эйс использует нитро-9, чтобы разогнать солдат. Вследствие этого Гильгамеш принимает Доктора и Эйс за богов Эа и Эйя. Доктор оставляет Эйс в пабе с Гильгамешем и Энкиду, а сам идёт исследовать Киш. Гильгамеш привлекает к себе внимание посетителей, и, для избежания драки, Эйс поет «The Wild Rover», чтобы развлечь толпу. Этим она привлекает внимание Аврама, путешествующего песенника, который рассказывает ей о присутствии в Кише Иштар. Эйс решает отправиться в храм Иштар вместе с Аврамом, Гильгамеш и Энкиду, чтобы помочь Доктору.
В Кише принцесса Нинани планирует заговор против богини. Она посылает к Иштар молодую жрицу Ин-Гулу, чтобы та узнала побольше об Иштар и нашла способ борьбы с нею. Ин-Гула боится Иштар и присоединяется к заговору против Нинани. Возвращаясь в храм Иштар, она встречается с Доктором. Он удивился, что Иштар присутствует в её храме. Думузи подмешивает Доктору снотворное, из-за чего Доктор теряет сознание. Иштар собирается съесть мозг Доктора, но появляется Эйс и спасает его, используя нитро-9.
Доктор сердито объясняет Эйс, что он симулировал потерю сознания для того, чтобы собрать информацию об Иштар. Он показывает, что статуи Иштар в стенах храма являются своего рода массовыми электронными датчиками, позволяющими ей контролировать тысячи человеческих умов на большом расстоянии. Взрывчатка Эйс повредила передатчики, но их починка является вопросом времени. Ин-Гула и Аврам возвращаются в Урук для планировки следующего шага. В Уруке они пользуются праздником, подготовленным в честь Гильгамеша. Аврам развлекает двор песней о таинственном богоподобном существе, известном как Утнапишти. Доктор полагает, что легенд об Утнапишти больше. Они решают этот вопрос следующим образом: Гильгамеш, Эйс и Аврам идут на поиски Утнапишти; Доктор, Энкиду и Ин-Гула проводят слежку в Кише.
Группа Эйс добирается до потухшего вулкана, где по преданию живёт Утнапишти. Аврам, бывавший там раньше, приводит их к двум «людям-скорпионам», являющимися роботами-охранниками для отражения вторжений. В вулкане они достигают большого озера, охраняемого одним человеком. Гильгамеш, теряя терпение, нападает на человека. Эйс вынуждена разоружить охранников своей лазерной пушкой для недопущения убийства Гильгамеша. Группа использует небольшую лодку для поездки в центр озера, где Утнапишти живёт в обломках космического корабля. Он объясняет Эйс, что он преследовал Катаку — безжалостную преступницу планеты Ану в космосе. Он утверждает, что Катака была уничтожена, но его корабль был сильно поврежден в бою. Эйс утверждает о невозможности выхода народа Утнапишти на поверхность: тогда будет неизбежна война с людьми. Также она говорит, что Катака выжила и скрывается под именем Иштар. Утнапишти соглашается помочь Эйс уничтожить Куатаку / Иштар с помощью компьютерных вирусов, которые будут атаковать кибернетическое тело Иштар.
Между тем, Доктор, Энкиду, и Ин-Гула возвращаются в Киш, чтобы посоветоваться с Нинани. Доктор надеется, что Нинани сможет помочь ему попасть в храм Иштар незамеченными. Принцесса помогает им, но их замечает царь Агга. Агга боится, что Иштар накажет его дочь за предательство против богини, и он заключает их всех (кроме своей дочери) в застенок. Агга объясняет дочери, что Иштар утверждает, что она имеет устройство, которое может уничтожить весь мир. Он пытается убедить Нинани, что они не могут противостоять такому мощному существу. Нинани ждет пока отец не уйдёт, а затем приступает к спасению друзей из подземелья.
Доктор, Энкиду, Ин-Гула и Нинани возвращаются в храм, но встречают ожидающую их там богиню. Иштар готовится к уничтожению Доктора вследствие взрыва скал храма. Но тут возвращается Эйс на небольшом летательном аппарате, пилотируемом Утнапишти, вместе с Гильгамешем и Аврамом. Доктор понимает, что Иштар была фальсификацией кобальтовой бомбы, достаточно мощной, чтобы уничтожить Землю, которая взорвется в случае её смерти. Попытки Эйс и других уничтожить Иштар приводят к тому, что Доктору приходится их спасать. Когда Иштар пытается извлечь мозг Эйс, та включает компьютерный вирус, имплантированный во все их умы. Доктор заставляет всех вернутся в ТАРДИС.
Вернувшись, Доктор пытается найти способ удерживать психические процессы Иштар. Используя телепатические схемы ТАРДИС, Седьмой Доктор вызывает Третьего Доктора для помощи в некоторых аспектах. Доктор занимает один из психических имплантатов Иштар, и проводит его в телепатические схемы в силу загрузки ТАРДИС, держа её в живых достаточно долго, чтобы разоружить атомную бомбу. Однако, когда Доктор пытается удалить Иштар из ТАРДИС, он обнаруживает, что та исчезла. Адаптируя ТАРДИС, Иштар использует схемы для замены тела. Доктор обманывает её, переводя сознание Иштар в запасную комнату управления, которую он затем перенаправляет во Временную Воронку.
Доктор возвращается в Месопотамию, помогает Утнапишти с ремонтом корабля для того, чтобы его народ нашёл неизвестную и пригодную для жизни планету и освоил её. Вернувшись в ТАРДИС, Доктор обнаруживает активность индикатора путешествий: Иштар, усвоив компоненты ТАРДИС, превращается в Времяточца и получает возможность путешествовать во времени и пространстве. Доктор ставит ловушку, но Времяточец уклоняется. С помощью индикатора путешествий Доктор отслеживает Времяточца в Лондоне 20-го века. Доктор и Эйс собираются бороться с новым врагом

## Отсылка к телесериалу
- Упоминается Катарина — спутница Первого Доктора. (ТВ: Главный план далеков)
- Упоминаются Бригадир Летбридж-Стюарт, Виктория Уотерфилд и Джейми МакКриммон. (ТВ: Сеть страха)
- Доктор воссоздаёт личность Третьего Доктора, которая действует в теле Седьмого Доктора. Причиной для этого послужила необходимость в навыках, которыми Третий Доктор владел лучше Седьмого.
- Доктор надеется, что больше никогда не встретится с Кроносом. (ТВ: Временной монстр)
- Четвёртый Доктор появляется в виде голограммы с предупреждением, записанным во время его правления на Галлифрее. (ТВ: Временное вторжение)
- Энкиду, думая, что он последний из своего рода, слышит от Доктора, что неандертальцы доживут до 19 века. (ТВ: Призрачный Свет)
- Эйс по-прежнему нехорошо себя чувствует от воздействия вируса Людей-Гепардов. (ТВ: Выживание)

## Отзывы
- Эпизод Timewyrm: Genesys  (англ.): рассмотрение на Outpost GallifreyФорпост Галлифрей